# 720. pr. Kr.
◄ | 9. stoljeće pr. Kr. | 8. stoljeće pr. Kr. | 7. stoljeće pr. Kr. | ►
◄ | 750-ih pr. Kr. | 740-ih pr. Kr. | 730-ih pr. Kr. | 720-ih pr. Kr. | 710-ih pr. Kr. | 700-ih pr. Kr. | 690-ih pr. Kr. | ►
◄◄ | ◄ | 723. pr. Kr. | 722. pr. Kr. | 721. pr. Kr. | 720 pr. Kr. | 719. pr. Kr. | 718. pr. Kr. | 717. pr. Kr. | ► | ►►
Astronomija

## Događaji
- Sargon II. krenuo u pohod protiv elamsko-babilonske koalicije, no u bitci kod Dera biva poražen.
- Na zapadu je pobunu ovih Sirije i Izraela vodio samoproglašeni kralj Hamataa, Yahu-Bihdi. Nakon što je Sargon konačno učvrstio svoju vlast, započeo je prodiranje u Siriju kako bi okončao pobunu. S Hamatom i njegovim saveznicima sukobio se 720. pr. Kr. u bitci kod Karkara, te ih potukao. Asirska je vojska potom zauzela Arpad, Damask, Izrael i Judu, sve do Gaze, te na granici s Egiptom pobijedila i egipatsku vojsku. Na koncu pohoda, pobunjenički su vladari kažnjeni, a mnoštvo naroda odvedeno u progonstvo u Asiriju.